# Tagesschau24
Tagesschau24 (stylisé « tagesschau24 ») est une chaîne de télévision thématique publique allemande de l'ARD. Elle est lancée le 30 août 1997 à l'occasion du lancement du bouquet digital de l'ARD, ARD Digital, sous le nom d'EinsExtra, diffusant des journaux, des émissions d'actualités, des reportages, des documentaires et des débats télévisés. Le 1er mai 2012, elle prend son nom actuel. 
La direction et la diffusion de la chaîne est à la charge de la Norddeutscher Rundfunk depuis Hambourg, là où se trouve la rédaction du Tagesschau, ARD-Aktuell.

## Histoire de la chaîne
Le 30 août 1997, la chaîne a commencé à diffuser lors du lancement du bouquet numérique de l'ARD, ARD Digital, sous le nom d'« EinsExtra ». EinsExtra est conçue comme une chaîne d'information dont la programmation se compose principalement de rediffusion de magazines, débats télévisés et documentaires de Das Erste et de programmes des chaines régionales de l'ARD. 
À partir de 2006, EinsExtra se transforme en chaîne d'informations en continu avec l'apparition d'un bulletin d'information de 30 minutes en direct sous le nom EinsExtra Aktuell, du lundi au vendredi à toutes les heures à partir de 14 h. Début 2008, une édition à 9 heures et 19 heures apparaissent, et une édition de 20 heures en juin 2009. En août 2010, des éditions apparaissent la fin de semaine à 12 h et à 18 h. Le 1er mai 2012, EinsExtra devient Tagesschau24.

## Identité visuelle

### Logos

Logo de EinsExtra du 30 août 1997 à 2005
Logo de EinsExtra de 2005 au 30 avril 2012
Logo de tagesschau24 depuis le 1er mai 2012

## Programmes
Tagesschau24 diffuse le Tagesschau du lundi au vendredi de 9 h à 20 h et le week-end de 12 h à 18 h. En semaine pendant la nuit, c'est la dernière édition du Tagesschau qui est diffusée.
Vu que Tagesschau24 ne produit pas ses propres programmes, elle doit s'appuyer sur les programmes produits par Das Erste et les troisièmes chaînes régionales de l'ARD. En plus des éditions du Tagesschau, et de celle du Tagesthemen, elle diffuse également le Nachtmagazin et le Morgenmagazin en simultané avec Das Erste. Tagesschau24 diffuse aussi des documentaires, des débats et des reportages qui s'intègrent dans cinq rubriques différentes :
- Actualité de la semaine
- Allemagne & Europe
- Environnement & Sciences
- Politique
- Économie & Bourse

Pendant la nuit, c'est une rediffusion des différents journaux des troisièmes chaines régionales de l'ARD qui est émise sur la chaîne.

## Diffusion
Tagesschau24 est diffusé sur le bouquet ARD Digital en DVB-S, DVB-C et en DVB-T dans certains Länder. En outre, elle est diffusée aussi en IPTV (Zattoo) et en flux sur son site internet. 